# Aye (ort i Belgien)
Aye är en ort i Belgien.   Den ligger i provinsen Luxemburg och regionen Vallonien, i den sydöstra delen av landet, 100 kilometer sydost om huvudstaden Bryssel. Aye ligger 240 meter över havet och antalet invånare är 3 000.
Terrängen runt Aye är huvudsakligen platt, men österut är den kuperad. Närmaste större samhälle är Marche-en-Famenne, 3,1 kilometer öster om Aye. 
I omgivningarna runt Aye växer i huvudsak blandskog. Runt Aye är det ganska glesbefolkat, med 43 invånare per kvadratkilometer.